# Skeppartorp
Skeppartorp är en småort i Eskilstuna kommun belägen på en skogbeväxt höjdrygg strax öster om Torshällaån i Vallby socken en kilometer nordost om Torshälla centrum.
Området består av en blandad villa- och fritidshusbebyggelse. Det var tidigare uteslutande ett fritidshusområde, men har på senare år successivt omvandlats till ett villaområde.

## Noter

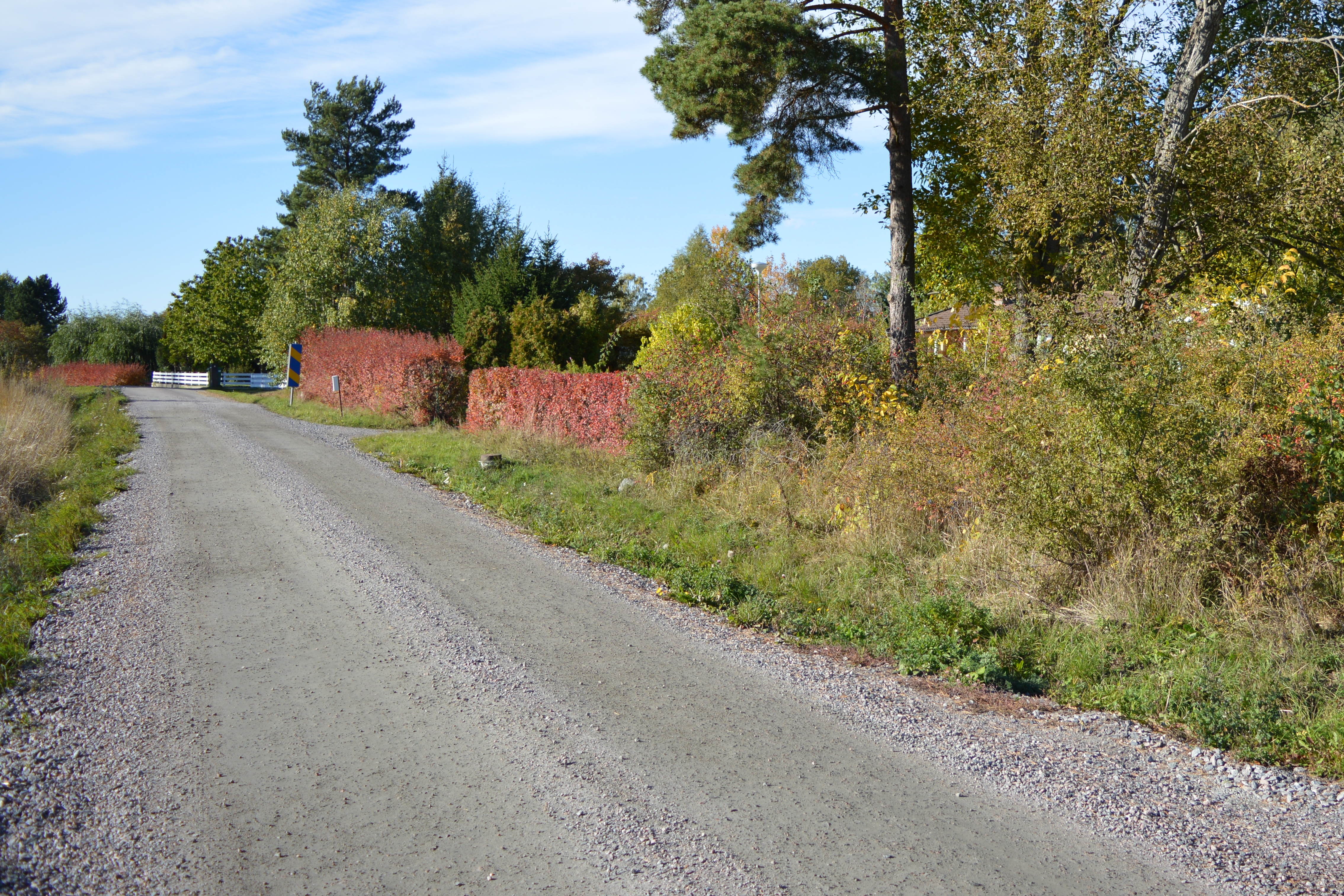
Björkrisvägen i Skeppartorp.